# Taça Cidade de São Luís 2009
In 2009 werd de achtste editie van de Taça Cicade de São Luís gespeeld voor clubs uit Braziliaanse staat Maranhão. De competitie werd gespeeld van 15 juli tot 15 november en werd georganiseerd door de FMF. Sampaio Corrêa werd de winnaar en plaatste zich voor de Copa do Brasil 2010.

## Eerste fase
| Plaats | Club           | Wed. | W | G | V | Saldo | Ptn. |
| ------ | -------------- | ---- | - | - | - | ----- | ---- |
| 1.     | Sampaio Corrêa | 12   | 8 | 2 | 2 | 29:18 | 26   |
| 2.     | IAPE           | 12   | 6 | 3 | 3 | 19:13 | 21   |
| 3.     | JV Lideral     | 12   | 5 | 3 | 4 | 20:19 | 18   |
| 4.     | Moto Club      | 12   | 5 | 2 | 5 | 17:19 | 17   |
| 5.     | São José       | 12   | 5 | 2 | 5 | 23:26 | 17   |
| 6.     | Bacabal        | 12   | 3 | 4 | 5 | 16:16 | 13   |
| 7.     | Maranhão       | 12   | 1 | 2 | 9 | 10:23 | 5    |

|  | Geplaatst voor tweede fase |

## Tweede fase
| Plaats | Club           | Wed. | W | G | V | Saldo | Ptn. |
| ------ | -------------- | ---- | - | - | - | ----- | ---- |
| 1.     | IAPE           | 6    | 3 | 2 | 1 | 8:3   | 11   |
| 2.     | Sampaio Corrêa | 6    | 2 | 3 | 1 | 9:5   | 9    |
| 3.     | Moto Club      | 6    | 2 | 2 | 2 | 7:7   | 8    |
| 4.     | JV Lideral     | 6    | 0 | 3 | 3 | 5:14  | 3    |

|  | Geplaatst voor finale |

## Finale
Heen
|            |      |       |                |          |
| 8 november | IAPE | 0 – 0 | Sampaio Corrêa | São Luís |
| 8 november |      |       |                | São Luís |

Terug
|                   |                |       |                |                                                                                    |
| 15 november 17:00 | Sampaio Corrêa | 1 – 1 | IAPE           | Estádio Nhozinho Santos, São Luís Scheidsrechter: Mayron Frederico dos Reis Novaes |
| 15 november 17:00 | Van Van        |       | Tiago Miracema | Estádio Nhozinho Santos, São Luís Scheidsrechter: Mayron Frederico dos Reis Novaes |

## Kampioen
| Taça Cicade de São Luís 2009       |
| São Luís                           |
| ---------------------------------- |
| SAMPAIO CORRÊA Kampioen (2° titel) |